# Ferrovia Pontremolese
La ferrovia Pontremolese è la linea ferroviaria che congiunge Parma con la dorsale Tirrenica nei pressi di La Spezia attraverso la galleria del Borgallo, in prossimità del valico del Brattello. Lo sviluppo complessivo della linea è di circa 120 km; la sua denominazione deriva dalla cittadina di Pontremoli, uno dei principali centri abitati che essa attraversa.
L'infrastruttura e gli impianti ferroviari sono gestiti da Rete Ferroviaria Italiana che la qualifica come linea fondamentale.

## Storia

### Premesse
I primi progetti per una ferrovia che collegasse la media valle del Po con il litorale ligure e tirrenico cominciarono ad essere presi in considerazione nel 1860, quando il Regno di Sardegna si estese alla Lombardia, all'Emilia e alla Toscana.
| Tratto                         | Attivazione      | Attivazione |
| ------------------------------ | ---------------- | ----------- |
| La Spezia-Vezzano Ligure       | 4 agosto 1864    | [ 2 ]       |
| Parma-Fornovo di Taro          | 2 luglio 1883    | [ 2 ]       |
| Vezzano Ligure-Pontremoli      | 15 novembre 1888 | [ 2 ]       |
| Fornovo di Taro-Berceto        | 25 marzo 1889    | [ 2 ]       |
| Berceto-Borgotaro              | 15 maggio 1893   | [ 2 ]       |
| Borgotaro-Pontremoli           | 1º agosto 1894   | [ 2 ]       |
| Santo Stefano di Magra-Sarzana | 9 agosto 1897    | [ 2 ]       |
| Manuale                        |                  |             |

In particolare si guardava a una linea per collegare il costituendo Arsenale della Spezia con la piazzaforte di Piacenza (in un'ottica di guerra per liberare il Veneto dagli austriaci), in un punto intermedio fra le linee trans-appenniniche già esistenti, quali la linea dei Giovi sopra Genova e la linea Porrettana tra Bologna e Firenze.

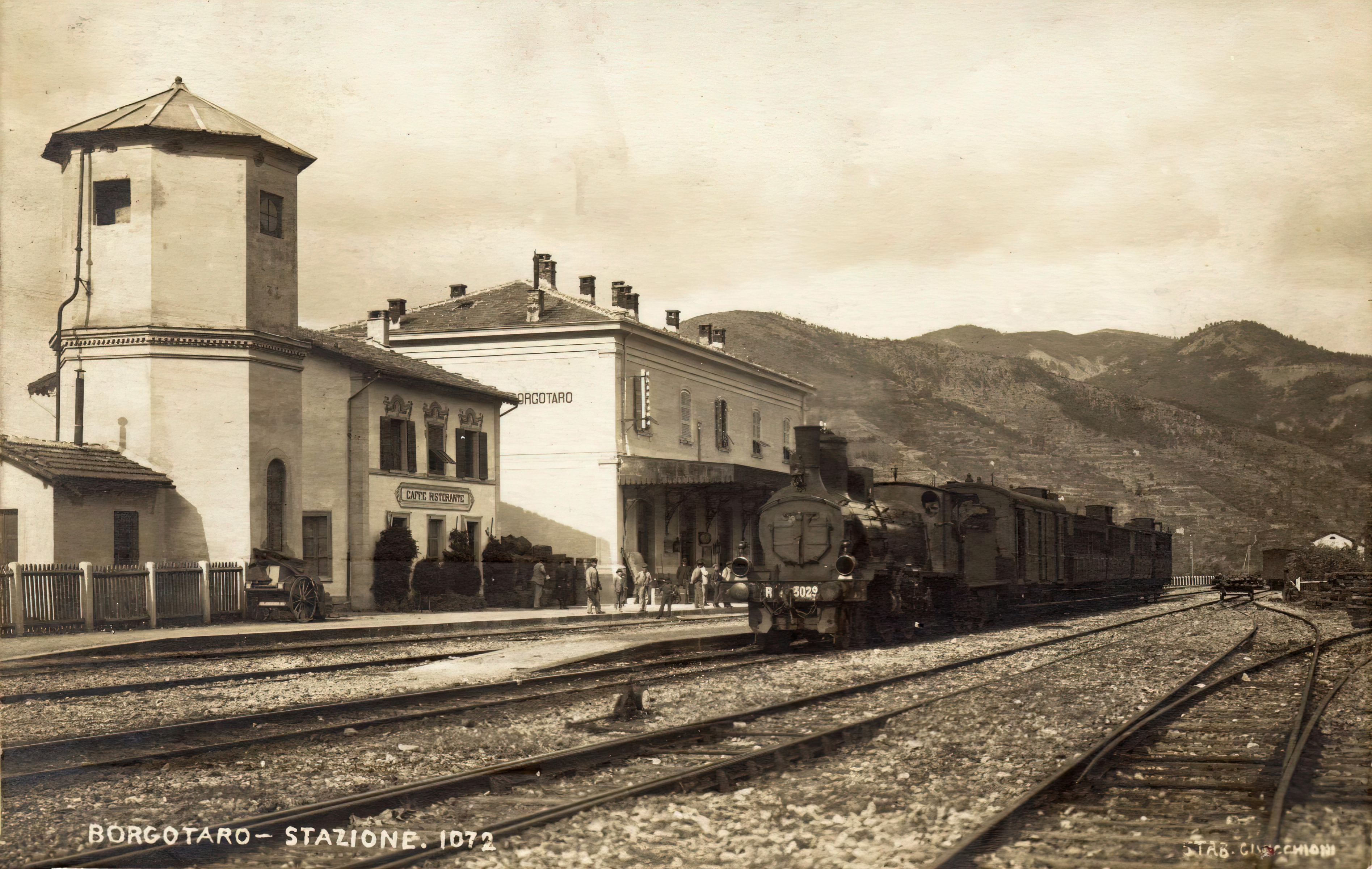
Il piazzale interno della stazione di Borgo Val di Taro (già Borgotaro) in una cartolina d'epoca

I progetti presentati sino ad allora prendevano sostanzialmente in considerazione due possibili direttrici: una tra Parma e il Golfo della Spezia attraversando le valli del Taro e del Magra, l'altra da Lucca verso Reggio Emilia e Modena. Questa seconda soluzione era ovviamente preferita dalle autorità di Livorno, per poter favorire i commerci verso il porto cittadino a discapito degli scali marittimi liguri.
Con un decreto del 17 luglio 1860 il governo presieduto da Cavour nominò una commissione al fine di vagliare le proposte per la realizzazione della linea. Nel frattempo, dai privati furono preparati e presentati numerosissimi progetti per la costruzione della linea. La commissione espose le sue conclusioni con una relazione del 16 giugno 1862 (poi pubblicata nel 1863), con la quale si stabilì che una linea tra Piacenza e la Spezia era effettivamente di interesse strategico, e che la via più breve ed agevole era quella che passasse per le valli del Taro e della Magra, attraversando gli Appennini lungo la galleria del Borgallo.

### Realizzazione

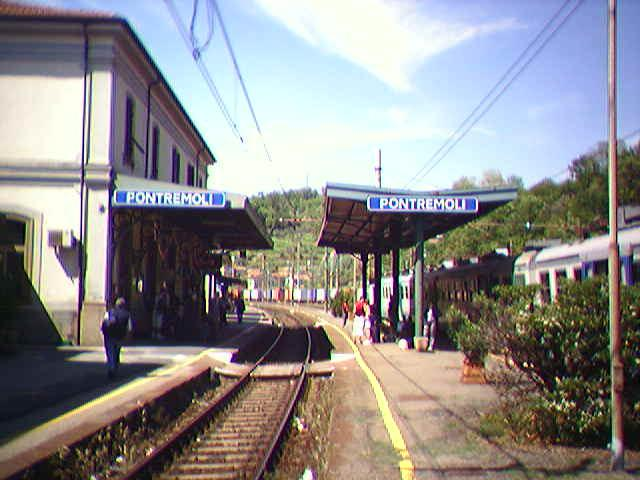
La stazione di Pontremoli, da cui prende nome la linea, nel dicembre 2006

I lavori per la costruzione della linea, finanziata dalla legge Baccarini, iniziarono nel 1879 e l'intera tratta fu completata nel 1894. Tre anni dopo fu realizzata una bretella da Santo Stefano di Magra a Sarzana per agevolare il traffico.
Quasi interamente a singolo binario, la linea venne immediatamente dotata di un doppio binario nel tratto di valico, laddove il percorso incontrava le caratteristiche orografiche più ostili. Venne quindi subito raddoppiato il tratto comprendente la galleria di valico (Galleria del Borgallo, lunga 7972 m) ed il ripido tratto compreso tra Grondola-Guinadi e Pontremoli (con pendenze del 20‰ in galleria e del 25‰ nei tratti scoperti).
Nel 1931 la linea venne elettrificata con il sistema in corrente alternata trifase a 3600 V e 16,67 Hz; durante la seconda guerra mondiale subì pesantissimi danneggiamenti, a causa del suo alto valore strategico di via d'accesso verso la valle padana.
Alla fine del 1949 terminò il graduale processo di conversione all'elettrificazione in corrente continua a 3000 V, già iniziato nel 1937, a seguito dell'elettrificazione con quel sistema della Milano-Bologna, che aveva suggerito di convertire allo stesso modo anche i tronchi limitrofi Parma-Fornovo e Fornovo-Fidenza.

### Raddoppio
| Variante                           | Attivazione       | Attivazione |
| ---------------------------------- | ----------------- | ----------- |
| Solignano-Berceto                  | 22 maggio 1996    | [ 5 ]       |
| Santo Stefano di Magra-Villafranca | 11 settembre 2005 | [ 6 ]       |
| Solignano-Fornovo                  | 30 novembre 2014  | [ 7 ]       |
| Manuale                            |                   |             |

La linea, originariamente costruita a singolo binario tranne nel tratto di valico Borgo Val di Taro-Pontremoli, dagli anni ottanta è oggetto di lavori di raddoppio del binario con realizzazione di una nuova sede più favorevole dal punto di vista planoaltimetrico.
Il progetto di ammodernamento della linea risale alla legge di finanziamento denominata "Piano integrativo" del 1981. Il raddoppio della linea è stato eseguito in alcuni tratti.

#### Interventi eseguiti

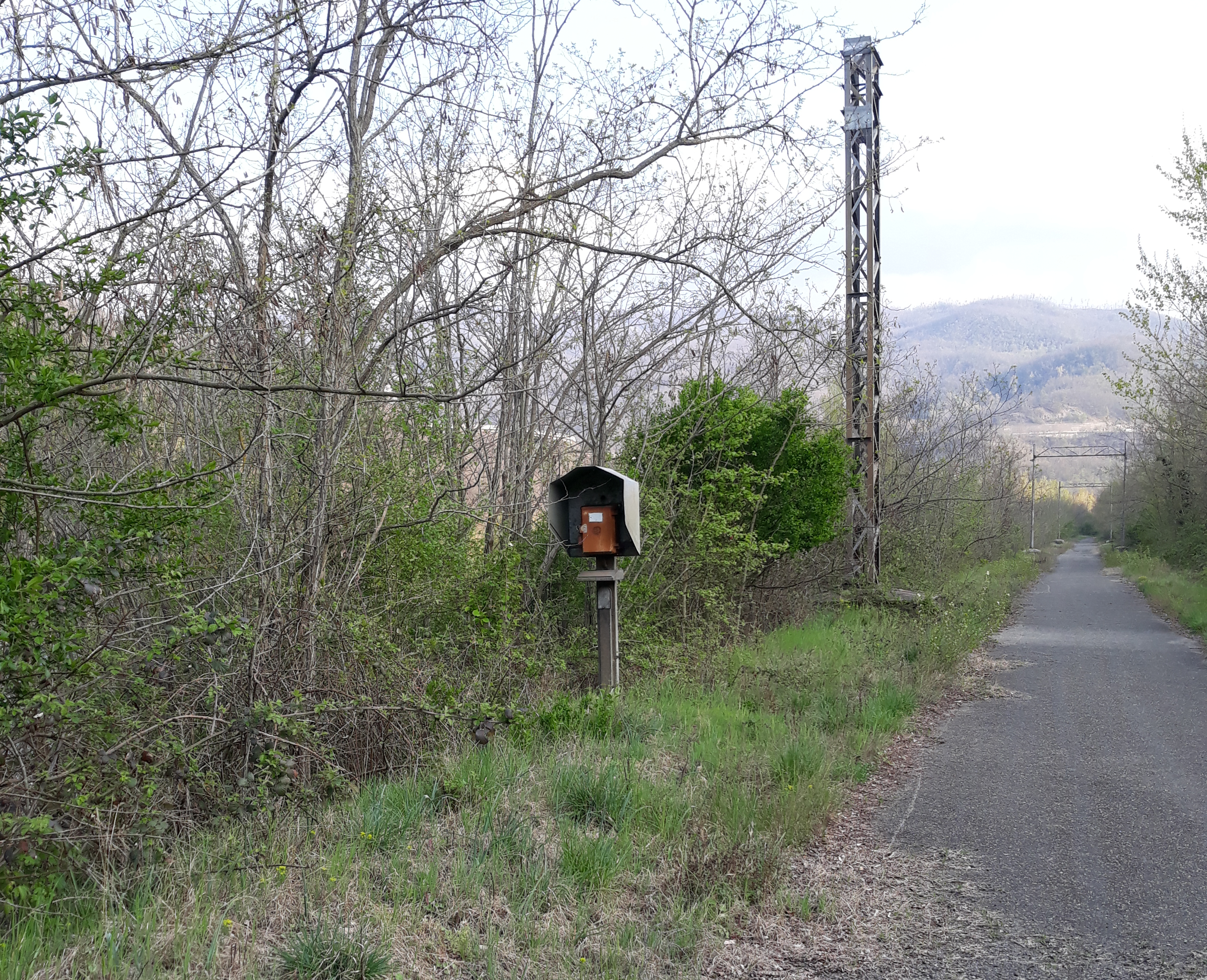
Vecchio telefono fisso e palificazione TE nei pressi di Valmozzola, con la sede riconvertita in pista ciclabile

Fino al 1996 il doppio binario era presente nei soli tratti tra Vezzano Ligure a Santo Stefano di Magra e tra Pontremoli e Borgo Val di Taro. 
Il 22 maggio 1996 venne attivata la variante di tracciato a doppio binario fra Solignano e Berceto, quasi completamente in galleria. L'attivazione del nuovo tracciato comportò la soppressione della stazione di Valmozzola.
Nel 2003 è stato inaugurato il nuovo fascio merci di La Spezia Marittima.
L'11 settembre 2005 è entrato in funzione il doppio binario nel tratto Santo Stefano di Magra-Posto di Passaggio Chiesaccia, raccordato nel 2008 con la linea ferroviaria della Garfagnana.
Tutti questi lavori di raddoppio hanno comportato anche lo spostamento verso nord del raccordo meridionale con la linea Tirrenica, con conseguente chiusura al traffico del tratto a binario unico tra Santo Stefano di Magra e Sarzana inaugurato il 9 agosto 1897 ed abbandono della stazione di Ponzano Magra. Di conseguenza dai primi del 2000 la stazione di Sarzana, pertanto, non costituisce più uno dei capolinea della linea. Il raccordo, a doppio binario, è ora situato nei pressi della stazione di Arcola. Anche il raccordo settentrionale, originariamente situato nei pressi della stazione di Vezzano Ligure è stato spostato verso nord grazie all'aggiunta di un binario appositamente dedicato al traffico della Pontremolese, il quale corre parallelo alla linea tirrenica da Vezzano Ligure a La Spezia Migliarina.
Il 30 novembre 2014 sono terminati i lavori di raddoppio nella tratta Solignano-Fornovo.

#### Interventi da eseguire
Nel 2011 era prevista la progettazione definitiva del raddoppio dei seguenti tratti:
- Berceto-posto di passaggio Chiesaccia, con il completamento del raccordo con la ferrovia della Garfagnana, già iniziato in parte con i raddoppi degli anni precedenti;
- P.P. Osteriazza-Parma.

Il Decreto Rilancio del 5 luglio  2020 ha stanziato fino al 2032 la somma di 78 milioni di euro, seguiti da una seconda tranche di ulteriori 92 milioni, per un totale di 170 mln che dovrebbero finanziare interventi di potenziamento della linea e il completamento del sempreverde progetto di raddoppio ferroviario della tratta Parma-Vicofertile.

## Caratteristiche
| Continuation backward |

| Unknown route-map component "CONTgq" | Unknown route-map component "ABZg+r" |  |

|  |  | Straight track | Unknown route-map component "uexSTR+l" | Unknown route-map component "uexCONTfq" |

|  | Unknown route-map component "eDST" | Unknown route-map component "uexBHF" |

|  | Unknown route-map component "uexKRWl" + Straight track | Unknown route-map component "uexKRWg+r" |

|  | Station on track | Unknown route-map component "uexHST" |

|  | Straight track | Unknown route-map component "uexHST" |

|  |  | Straight track | Unknown route-map component "uexABZgl" | Unknown route-map component "uexCONTfq" |

|  | Small bridge over water | Unknown route-map component "uexWBRÜCKE1" |

| Unknown route-map component "CONTgq" | Unknown route-map component "ABZgr" | Unused straight waterway |

| Unknown route-map component "uexLCONTgq" | Unknown route-map component "emKRZo" | Unknown route-map component "uexSTRr" |

| Station on track |

| Station on track |

| Unknown route-map component "eHST" |

| Unknown route-map component "HSTeBHF" |

| Unknown route-map component "CONTgq" | Unknown route-map component "ABZg+r" |  |

| Station on track |

| Unknown route-map component "SKRZ-Au" |

| Small non-passenger station on track |

| Unknown route-map component "HSTeBHF" + Unknown route-map component "lBST" |

|  | Unknown route-map component "eKRWgl" | Unknown route-map component "exKRW+r" |

|  | Unknown route-map component "tSTRa" | Unknown route-map component "HSTeBHF" + Unknown route-map component "exHST" |

|  | Unknown route-map component "tSTR" | Unknown route-map component "exhKRZWae" |

|  | Unknown route-map component "tSTR" | Unknown route-map component "extSTRa" |

|  | Unknown route-map component "tSTRe" | Unknown route-map component "extSTRe" |

|  | Unknown route-map component "eKRWg+l" | Unknown route-map component "exKRWr" |

|  | Unknown route-map component "HSTeBHF" |

|  | Unknown route-map component "eKRWgl" | Unknown route-map component "exKRW+r" |

|  | Unknown route-map component "tSTRa@f" | Unknown route-map component "exSTR" |

|  | Unknown route-map component "tSTR" | Unknown route-map component "exBHF" |

|  | Unknown route-map component "tSTRe" | Unknown route-map component "exTUNNEL1" |

| Unknown route-map component "exSTR+l" | Unknown route-map component "eKRZo" | Unknown route-map component "exSTRr" |

| Unknown route-map component "WCONTfaq" | Unknown route-map component "exhKRZWae" | Unknown route-map component "hKRZWae" | Unknown route-map component "WCONTgeq" |  |

| Unknown route-map component "exKRWl" | Unknown route-map component "eKRWg+r" |  |

| Station on track |

| Unknown route-map component "tSTRa" |

| Unknown route-map component "tSTRe" |

| Small non-passenger station on track |

| Unknown route-map component "WCONTfaq" | Unknown route-map component "hKRZWae" | Unknown route-map component "WASSER+r" |

| Unknown route-map component "WASSER+l" | Unknown route-map component "hKRZWae" | Water straight and to right |

| Water | Station on track |  |

| Unknown route-map component "WASSERl" | Unknown route-map component "hKRZWae" | Unknown route-map component "WASSER+r" |

|  | Unknown route-map component "tSTRa" | Water |

|  | Unknown route-map component "tSTRe" | Water |

|  | Unknown route-map component "tSTRa" | Water |

|  | Unknown route-map component "tSTRe" | Water |

| Unknown route-map component "WCONTfaq" | Unknown route-map component "hKRZWae" | Water straight and to right |

| Station on track |

| Unknown route-map component "tSTRa" |

| Unknown route-map component "tSTR+GRZq" |

| Unknown route-map component "tSTRe" |

|  | Non-passenger station/depot on track | Unknown route-map component "lGIPr" |

| Unknown route-map component "tSTRa" |

| Unknown route-map component "tSTRe" |

| Station on track |

| Unknown route-map component "HSTeBHF" + Unknown route-map component "lBST" |

| Station on track |

| Station on track |

|  | Unknown route-map component "xKRWgl" | Unknown route-map component "KRW+r" |

|  | Unknown route-map component "exSTR" | Small non-passenger station on track |

|  | Unknown route-map component "HSTeBHF" + Unknown route-map component "exHST" | Straight track |

|  | Unknown route-map component "exHST" | Straight track |

|  | Unknown route-map component "WCONTfaq" | Unknown route-map component "exhKRZWae" | Unknown route-map component "hKRZWae" | Unknown route-map component "WCONTgeq" |

|  | Unknown route-map component "exSKRZ-Ao" | Station on track |

|  | Unknown route-map component "exBHF" | Straight track |

| (99+693) |
| (89+273) |

| Unknown route-map component "d" |  | Unknown route-map component "exABZgl" | Unknown route-map component "eKRZl" | Unknown route-map component "dCONTfq" |

|  | Unknown route-map component "exSTR" | Unknown route-map component "tSTRa" |

|  | Unknown route-map component "exSTR" | Unknown route-map component "tSTRe" |

|  | Unknown route-map component "WCONTfaq" | Unknown route-map component "exhKRZWae" | Unknown route-map component "hKRZWae" | Unknown route-map component "WCONTgeq" |

|  | Unknown route-map component "exTUNNEL1" | Unknown route-map component "tSTRa" |

|  | Unknown route-map component "exSKRZ-Au" | Unknown route-map component "tSTR" |

|  | Unknown route-map component "extSTRa" | Unknown route-map component "tSTR" |

|  | Unknown route-map component "extSTRe" | Unknown route-map component "tSTR" |

|  | Unknown route-map component "exHST" | Unknown route-map component "tSTR" |

|  | Unknown route-map component "exSKRZ-Ao" | Unknown route-map component "tSTR" |

|  | Unknown route-map component "xhSTRae+GRZq" | Unknown route-map component "tSTR+GRZq" |

|  | Unknown route-map component "extSTRa" | Unknown route-map component "tSTR" |

|  | Unknown route-map component "extSTRe" | Unknown route-map component "tSTRe" |

|  | Unknown route-map component "xKRWg+l" | Unknown route-map component "KRWr" |

| Station on track |

| 107+623 |
| (0+288) |

|  | Unknown route-map component "BS2+l" | Unknown route-map component "BS2+r" | Unknown route-map component "CONTl+f" |

|  | Unknown route-map component "YRDa" | Unknown route-map component "HSTeBHF" + Unknown route-map component "lBST" | Straight track |

|  | Unknown route-map component "YRDe" | Unknown route-map component "ABHFl+l" | Unknown route-map component "BHFr@FF" |

| Unknown route-map component "SKRZ-Au" | Unknown route-map component "SKRZ-Au" |

| Unknown route-map component "WCONTfaq" | Unknown route-map component "hKRZWae" | Unknown route-map component "hKRZWae" | Unknown route-map component "WCONTgeq" |

| Straight track | Unknown route-map component "eHST" |

| Straight track | Unknown route-map component "HSTeBHF" |

| Unknown route-map component "ABZgl" + Unknown route-map component "BS2c2" | One way rightward + Unknown route-map component "BS2r" |

| 1+774   |
| 162+660 |

| Unknown route-map component "vBHF" | Unknown route-map component "d" |

| 111+866       |
| 4+590/164+896 |

| Unknown route-map component "v-SHI2gr" | Unknown route-map component "dSTR" |  |

| Unknown route-map component "dSTR" | Unknown route-map component "vHST" |  |

| Unknown route-map component "d" | Unknown route-map component "dSTR" | Unknown route-map component "vSTR" | Unknown route-map component "exSTR+l" | Unknown route-map component "exdKDSTeq" |

| Unknown route-map component "d" | Unknown route-map component "dABZl+l" | Unknown route-map component "vKRZo" | Unknown route-map component "xABZg+r" | Unknown route-map component "d" |

| Unknown route-map component "v-SHI2g+r" | Unknown route-map component "dSTR" | Non-passenger end station |

| 169+061 / 3+345 |
| 0+000 / 4+590   |

| Unknown route-map component "BHFSPLe" | Unknown route-map component "d" |

| 0+000   |
| 169+661 |

| Non-passenger station/depot on track | Unknown route-map component "d" |

| Enter and exit tunnel | Unknown route-map component "d" |

| Station on track | Unknown route-map component "d" |

| Continuation forward | Unknown route-map component "d" |

La linea è lunga complessivamente circa 113 km, in parte a doppio binario banalizzato e in parte a binario semplice ed elettrificata per intero a 3000 V in corrente continua. È gestita con Dirigente Centrale Operativo tra Parma (esclusa) e Villafranca Bagnone (inclusa) e in CTC/DCO tra Villafranca e Vezzano Ligure, tra Santo Stefano di Magra e Bivio/PC Arcola, entrambi con sede a Pisa. È attrezzata con Sistema Controllo Marcia Treno (tutta la linea), blocco elettrico automatico a correnti fisse (tra Parma e Fornovo), blocco elettrico conta-assi (tra Fornovo e Villafranca) e blocco elettrico automatico a correnti codificate con ripetizione segnali a 4 codici (tra Villafranca e La Spezia).
Ha un andamento altimetrico variabile, con ascesa dallo 0 al 12 per mille (grado di prestazione dal 1º al 10º) e con grado di frenatura che oscilla dal Ia al VII. La linea è impostata su tre ranghi (i treni con assetto variabile inserito seguiranno le velocità indicate dal rango C), con velocità regolate in base all'andamento plano-altimetrico, qui riportate sinteticamente:
| Rango | Vmin (km/h) | Vmax (km/h) |
| ----- | ----------- | ----------- |
| A     | 65          | 140         |
| B     | 70          | 160         |
| C     | 75          | 180         |

Ha un armamento in grado da supportare una massa assiale fino a 22,5 t/asse tra Parma e Fornovo (con prescrizione di velocità massima di 90 km/h per i treni caricati in D4) e fino a 20 t/asse tra Fornovo e Aulla (con prescrizione di velocità massima di 90 km/h con riduzione ai 30 km/h fra i km 59+000 e 61+000 per i treni caricati in C3). In riguardo al trasporto intermodale, la sagoma limite è codificata P/C 22 per l'intera tratta Parma-Santo Stefano di Magra e P/C 32 da qui a La Spezia Centrale.
- Marta Giulia (4185 m)
- Ossella (1381 m)
- Groppo San Giovanni (2489 m)
- Maccagnana (2275 m)
- Martini (1370 m)
- Borgallo (7972 m)
- Scorano (1028 m)
- Serena (7014 m)

### Vecchi tracciati

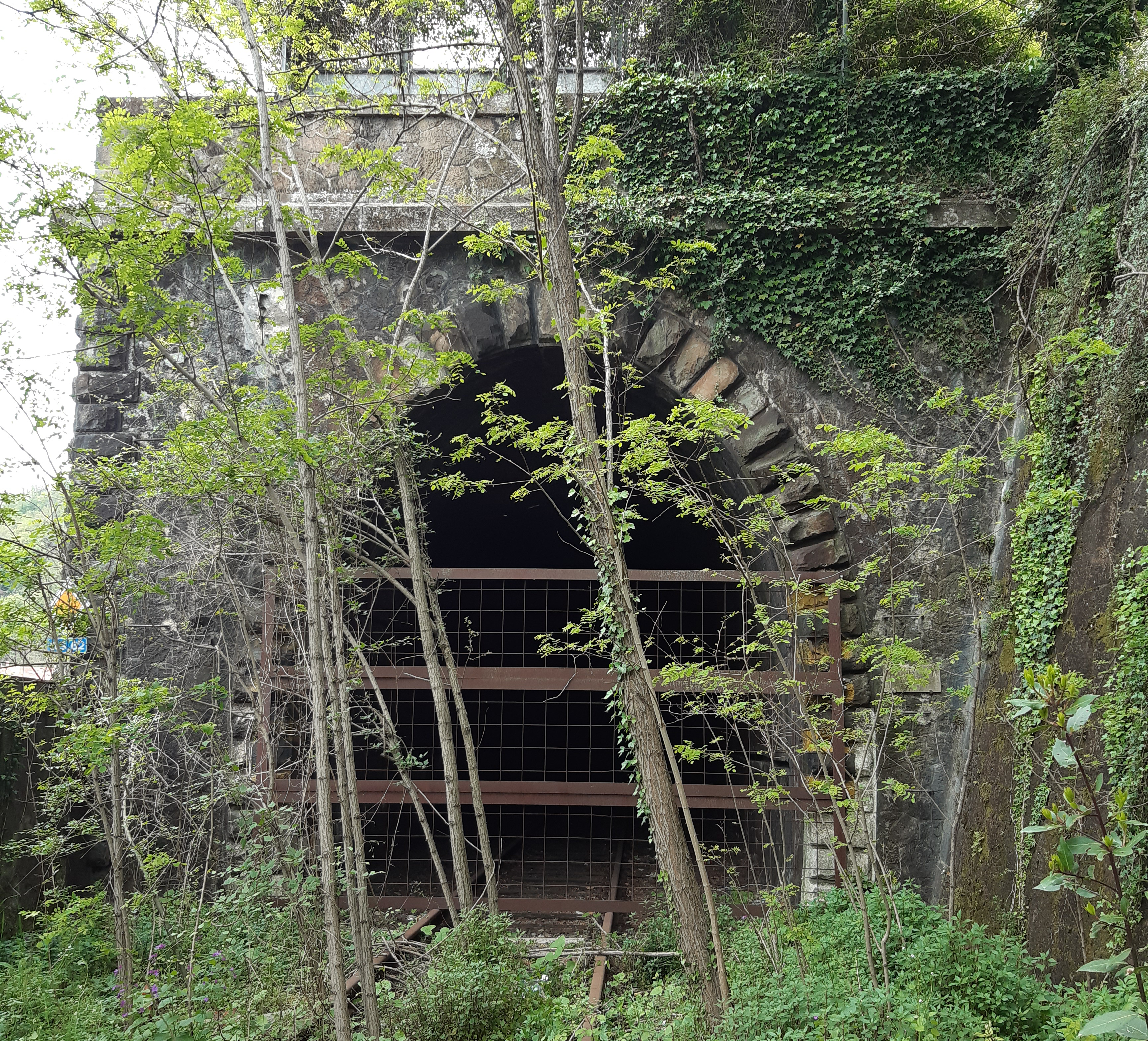
Portale di ingresso della galleria di Caprigliola-Albiano, chiusa nel 2005

## Traffico
Fin dall'inizio concepita per favorire la movimentazione delle merci tra i porti dell'alto Tirreno e il Nord Italia (il cosiddetto corridoio Tirreno-Brennero), è utilizzata a tale scopo.
Il traffico passeggeri è invece costituito unicamente da treni regionali ed è in buona parte limitato al pendolarismo degli abitanti delle due vallate verso i relativi capoluoghi; non mancano tuttavia alcune coppie di treni a percorrenza più lunga che collegano le principali città del litorale ligure e tirrenico con alcuni importanti centri dell'Emilia e della Lombardia passando per lo snodo di Fidenza.
Il controllo della circolazione dei treni su tutta la linea viene effettuato dal Sistema di Comando e Controllo (SCC) di Pisa.
Nelle stazioni di Fornovo, Borgo val di Taro, Pontremoli, Villafranca-Bagnone, Aulla Lunigiana e Santo Stefano di Magra fermano tutti i treni passeggeri che percorrono la tratta.
Attualmente, la linea è percorsa da treni regionali svolti da Trenitalia Tper tra Parma e La Spezia, utilizzando i treni ETR 103, singoli o in doppia composizione. Inoltre è percorsa fino a Borgo Val di Taro (talvolta fino a Pontremoli) da alcuni treni regionali di Trenitalia provenienti da Firenze (o Pisa), con doppie composizioni di ETR 104.